# Bahía mágica
Bahía mágica  es una película coproducción de España y Argentina filmada en colores dirigida por Marina Valentini sobre el guion de José María Paolantonio y Ricardo Wullicher que se estrenó el 26 de diciembre de 2002 y tuvo como actores principales a Carlos Álvarez y Jean Pierre Noher.

## Sinopsis
"Bahía mágica" cuenta la historia de un barco que aparentemente lleva un cargamento de juguetes, pero lo que realmente transporta es una peligrosa carga de residuos radioactivos hacia las playas del sur de Argentina. Alarmados por el peligro que significa para sus vidas, los animales del océano emiten un sonido especial que a los delfines y lobos marinos del oceanario. Éstos, desesperados por hacerse entender por sus cuidadores, se declaran en huelga e interrumpen sus actuaciones. Lola, una bióloga apasionada por los animales, sospecha que algo grave está pasando, pero solo los niños del lugar y un viejo marino español serán los que entiendan el mensaje e intenten detener al peligroso barco.

## Reparto
Participaron del filme los siguientes intérpretes:
- Jean-Pierre Noher...Dr. Marcos
- Carlos Álvarez Novoa...Bartolo
- Liz Lobato...Dra. Lola
- Roberto Carnaghi...Capitán
- Alfredo Allende...Marinero Alex
- Fabián Arenillas...Asistente Dr. Rato
- Martín Coria...Pescador
- Francisco Corvalán...Raúl
- Débora Cuenca...Chica del bote
- Soledad Delgadillo...Entrenadora Soledad
- Camila Deppe...Hermanita de Raúl
- Freddy Friedlander...Científico alemán
- Fernando Rivas Goncalvez...Niño dominicano
- Luis Herrera...Asistente del Dr. Rato
- Hugo Koghan...Marinero Ángel
- Daniel Miglioli...Prefecto
- Luciano Nóbile...Quique
- Francisco Olmo...Dr. Rato
- Elvira Onetto...Dra. Ronsky
- Edson da Silva Pinheiro...Científico brasileño
- Omar Pini...Timonel
- Ricardo Rodríguez ...Pedro
- Mariela Samaniego...Mamá de Raúl
- Gustavo Wagner...Dueño del parque
- Juan Diego West...Chico del bote
- Mariano Arenas...Narrador
- Eduardo Avakian...Voz del Loro
- Aldo Barbero...Voz de Tibor
- Adolfo Stambulsky...Voz del Delfín y del Pez Rayado
- Eduardo Ferrari...Voz del Tiburón y del Pulpo
- Rosario Sánchez Almada...Voz de la Gaviota y de la Tortuga
- Pablo Ini...Doblaje de Pedro
- Gimena Blesa